# Österledinge
Österledinge är en bebyggelse väster om sjön Addarn öster om E18 i Skederids socken i Norrtälje kommun. Mellan 2015 och 2020 samt från 2023 avgränsade SCB här en småort.